# Лензілумаб
Лензілумаб (англ. Lenzilumab, початкова експериментальна назва KB003) — людське моноклональне антитіло класу IgG1 каппа, спрямоване проти гранулоцито-макрофагального колонієстимулюючого фактору 2 (GM-CSF).
Доклінічні та клінічні дані вказують на те, що GM-CSF є основним ініціалізуючим фактором системного запального шляху, який сприяє розвитку серйозного і небезпечногодля життя синдрому вивільнення цитокінів, асоційованим з химерним рецептором антигену Т-клітин (CAR-T). GM-CSF виробляється CAR-T-клітинами після розпізнавання клітин-мішеней, що спричинює активацію мієлоїдні клітини та змушує їх виробляти моноцитарний хемоатрактантний білок 1 (MCP-1) та його рецептор (CCR2). Клітини, які виробляють антитіла проти GM-CSF, захищають мишей від синдрому вивільнення цитокінів; однак миші з виробленням антитіл проти IL6, які отримували клітини CAR-T дикого типу, не були захищені від синдрому вивільнення цитокінів. Більше того, миші, яким вводились клітини CAR-T проти GM-CSF, мали значно нижчі рівні в сироватці низки цитокінів, ніж у мишей, які отримували клітини CAR-T дикого типу, що демонструє роль GM-CSF на початку запального каскаду. Застосування лензілумабу на моделі ксенотрансплантата, отриманої від хворого, значно знижувало частоту розвитку синдрому вивільнення цитокінів та нейротоксичність у мишей, зберігаючи при цьому антилейкемічну ефективність. Багатоцентрове клінічне дослідження I—II фази, що буде проводитись Центром раку MD Anderson, буде оцінювати лензилумаб як засіб для профілактики синдрому вивільнення цитокінів та нейротоксичності у співпраці з компанією «Kite», учасників якого ще набирають.
Окрім цього, було показано, що GM-CSF відіграє важливу роль у розпізнаванні донорських Т-клітин та донорських мієлоїдних клітин при хворобі «трансплантат проти господаря» після гемопоетичної алотрансплантації. У мишей, які отримували алотрансплантати з дефіцитом GM-CSF, значно знижувалась частоту та тяжкість хвороби «трансплантат проти господаря». У клінічному дослідженні ІІ фази Цюрихського університету та групи з трансплантації стовбурових клітин Великої Британії «IMPACT», яке знаходиться в стадії активного планування, буде досліджуватись ефективність лензілумабу у профілактиці гострого синдрому «трансплантат проти господаря».
У період останньої пандемії коронавірусної хвороби 2019 досліджується роль GM-CSF в опосередкованих цитокінами імунопатологічному ушкодженні легень та гострому респіраторному дистрес-синдромі. У плазмі госпіталізованих пацієнтів з підтвердженим COVID-19 спостерігається підвищений рівень низки запальних цитокінів, що свідчить про початок цитокінового шторму. Важливо, що значно вищі рівні запальних цитокінів (у всіх з яких рівень кількості в крові є нижчим за рівень GM-CSF) були у хворих, які госпіталізовані, порівняно з не госпіталізованими хворими. Протокол клінічного дослідження III фази для оцінки ефективності лензілумабу в профілактиці та лікуванні гострого респіраторного дистрес-синдрому поданий до FDA.
Лензілумаб розроблений компанією «Humanigen Inc.», і початково досліджувався для лікування хронічного мієломоноцитарного лейкозу та ювенільного мієломоноцитарного лейкозу. Дослідження in vitro на людських клітинах продемонстрували, що лензілумаб може спричинити появу чутливості до лікування в мієлоїдних та моноцитарних клітин, що свідчить про можливість застосування антитіл при хронічному та ювенільному мієломоноцитарному лейкозі. Станом на 2017 рік проводились клінічні дослідження щодо застосування лензілумабу при хронічному мієлоцитарному лейкозі. Перед дослідженнями у застосуванні препарату в лікуванні лейкозу, лензілумаб оцінювався для використання в лікуванні недостатньо контрольованої бронхіальної астми і ревматоїдного артриту.

## Застосування в лікуванні COVID-19
Національний інститут охорони здоров'я США обрав лензілумаб для свого дослідження «ACTIV-5 Big Effect» щодо лікування COVID-19.